# Shintarō Kido
Shintarō Kido (木戸 新太郎), aussi appelé Kidoshin (キドシン ; 17 mai 1916 - 19 août 1975), est un danseur japonais.

## Filmographie partielle
Il s'est produit dans 36 films dont
- Akireta musume-tachi (en) (あきれた娘たち), autre titre : (金語楼の子宝騒動) (1949)
- Odoroki ikka (en) (おどろき一家) (1949)
- Akogare no Hawaii kōro) (憧れのハワイ航路 (1950)
- Jazz Musume Tanjō (en) (ジャズ娘誕生 , (1957)